# حرق العروس
حرق العروس (بالإنجليزيّة: Bride burning) هو نوع من العنف الأسري يُمارس في بعض الدول في شبه القارة الهندية أو حولها. يُصنَّف حرق العروس تحت بند الموت بسبب المهور ويحدث عندما تُقتل المرأة على يد زوجها أو عائلته بسبب رفض عائلتها لدفع المزيد من المهر. تُغمر الزوجة بمادة الكيروسين أو الجازولين ثم يشعل زوجها في جسدها الحريق ما يؤدي إلى الموت. تنتشر تلك الممارسة في الهند وصارت مشكلة حقيقيّة منذ عام 1993 على الأقل.
تُعامَل تلك الجريمة معاملة القتل العمد، وإذا ثبتت على الفاعل، يُعاقب مرتكبها بعقوبة تصل إلى السجن مدى الحياة أو الإعدام. يُعتبر حرق العروس مشكلة عامة في الهند، ويؤدي إلى وفاة نحو 2500 سيدة كل عام في الهند. أصدرت مجلة تايم تقريرًا عام 1995 عن زيادة وفيات المهر في الهند من 400 سنويًّا في ثمانينات القرن الماضي إلى 5800 سنويًّا في منتصف التسعينات. وبعد ذلك بعام، أشارت الـ«سي إن إن» أن الشرطة تستقبل أكثر من 2500 بلاغ عن حالة حرق للعروس كل عام. طبقًا لمكتب سجلات الجرائم القوميّ في الهند، يوجد نحو 1948 إدانة و3876 براءة بشأن وفيات المهر في عام 2008.

## التاريخ

### وفيات المهر
وفاة المهر هي وفاة امرأة صغيرة في جنوب آسيا، خاصة في الهند، حيث تُقتل المرأة أو تُدفع للانتحار على يد زوجها. ينتج ذلك من محاولات الزوج المستمرة أن يستخرج المزيد من المهر من زوجته أو عائلتها. يُعتبر حرق العروس شكل من أشكال وفيات المهور. تشمل الطرق الأخرى الرمي بالأحماض والتحرُّش. ولأن المهر يعتمد على الطبقة الاجتماعيّة أو الحالة الاقتصاديّة للعائلة فإن النساء يتعرَّضن لضغوط من قِبل زوجهن المستقبليّ أو أقربائه.

## أصل حرق العروس
تناقش أفانيتا لاخاني مشكلة حرق العروس وتعدد أربع وجهات نظر على الأقل عن سبب وجود تلك الظاهرة وانتشارها في دول جنوب آسيا، في تقريرها بعنوان «فيل الغرفة خرج عن السيطرة». تصف تلك النظريات الممارسات المساهمة في نشوء المهر ككل، ثم المساهمة في نشوء حرق العروس.
تقترح إحدى النظريات المؤسسة ثقافيًّا أن المجتمع الأبويّ كالموجود في الهند يُحدد دور المرأة قبل أن تولد، حيث يضعها في مكانة أقل من الرجال. تكون النظرة إلى الأنثى كعبء و«فم جديد يحتاج لمن يطعمه»، وبالتالي تساعد تلك المكانة الاقتصاديّة المتدنيّة في تكريس نظر الرجال لها كتابعة. وبمجرد زواج المرأة ترتبط بزوجها وإرادته لأن «المجتمع يُحتِّم عليها طاعة الزوج».
تدعي النظرية الأخرى أن الاستهلاكيّة، وهي فكرة غربيّة نشأت حديثًا في الدول النامية، سببت أن تصبح دولًا كالهند شديدة الطمع. وبسبب ذلك، يُستخدم المهر لرفع المكانة الاجتماعيّة الاقتصاديّة. وكلما زاد الحصول على المكانة يزداد الطلب عليها من أجل صعود السلَّم الاجتماعيّ.
تقترح لاخاني أيضًا أن المهر وسيلة تاريخيّة للتمييز بين الثقافتين المسلمة والهندوسيّة، مما يزيد من الصدع بين الطوائف الإثنيّة. حيث يُعبِّر المهر المرتفع عن المكانة العالية والتمييز عن الإسلام وبالتالي يوفِّر ذلك حافزًا لطلب المزيد من المهر.
وأخيرًا يجادل الأكاديميّون أن ممارسة المهر جاءت من آثار الاحتلال البريطانيّ للهند كنوع من التمييز بين «الأشكال المختلفة من الزواج» بين الطوائف الإثنيّة. وعندما كان نظام المهر راسخًا في الطوائف العليا، حاولت الحكومة البريطانيّة فرضه على الطوائف الدنيا لمحاولة محو طقوس الزواج.
رأي لاكاني أن غير الهندوس هم المسؤولون عن ساتي لا تدعمه الحقائق التاريخية، ممارسات الساتي كانت محرمة بين القرنين الخامس عشر والثامن عشر بواسطة المسلمين والمسيحيين. عام 1500 حظر الإمبراطور الأكبر للمغول الساتي، عام 1663 حاول أورانزيب وضع حد له. حتى البرتغال والفرنسيين والبريطانيين الذين أتوا للهند خلال فترة الاستعمار الأوروبي حاولوا إيقافه. عام 1850 شدد البريطانيون قواعدهم ضد هذه الممارسة وأمر السير تشارلز نابيير بشنق كل كاهن هندوسي يترأس حرق امرأة أرملة. تم الضغط على الهند لإلغاء هذه الممارسة بشكل تام.
كانت التقاليد الهندية المسماة ساتي أو سوتي حيث تحرق المرأة نفسها على محرقة زوجها طوعًا لتعبر عن الشجاعة والبطولة، لكنه أصبح فيما بعد ممارسة قسرية نظرًا لعادات الهندوس القديمة، يعتبر الساتي إغلاق للزواج، كان عملًا تطوعيًا كدليل على أنها زوجة مطيعة وأنها ستتبع زوجها في مرحلة ما بعد الموت، فكان يعتبر أعظم شكل من أشكال إخلاص الزوجة لزوجها.
ومع مرور الزمن، أصبحت ممارسة قسرية لاطوعية حيث تم إجبار النساء على القيام بذلك بطرق مختلفة. تقليديًا لم تكن الأرملة ذات دور في المجتمع وتعتبر عبء عليه. لذلك، إذا لم يكن لديها أولاد يدعمونها فإنها ستتعرض للضغوطات لقبول الساتي، تخبرنا السجلات التاريخية أن الساتي ظهر أول مرة بين 320 و550 م، خلال حكم إمبراطورية غوبتا، سجلت حالات تلك الممارسة لأول مرة في نيبال عام 464 م، ثم في ماديا براديش عام 510 م، ثم انتشرت الممارسة إلى ولاية راجاستان حيث حدثت معظم الحالات على مر القرون.
قيل أن النساء الذين ارتكبن الساتي توفين بعفة، والذي باعتقاد الناس أنها ستحصل على كارما حسنة وحياة أفضل بعد الموت، ولكن هذا التبرير لم ينجح مع نساء براهمن لأنهم بالفعل ينتمين إلى الطبقة الأعلى، وبالتالي لن يستفدن من كارما الساتي وبالتالي ليس عليهن فعلها.

## في جنوب آسيا

### الهند
يصف الطبيب أشلي ك. جوتلا ودافيد هيمباخ حرق العروس بقولهما: «يقرر الزوج أو أقرباؤه أن المهر، وهو الهدية التي يدفعها أهل العروس للزوج، غير ملائمة وبالتالي يحاولون قتل العروس من أجل إتاحة الرجل للزواج ثانيةً ومن أجل معاقبة العروس وأهلها.» في الهند، يُعبِّر حجم المهر على ثروة العائلة.
في 1961، مررت الحكومة الهنديّة قانون تحريم المهر، معتبرة طلب المهر أثناء الزفاف غير قانونيّ. وفي 1986، أضافت الحكومة الهنديّة وفيات المهور كجريمة عنف أسري جديدة. طبقًا للقسم 304-ب من القانون الجنائيّ، وينصُّ القانون على: «إذا قُتلت خلال 7 سنوات من زواجها، أو إذا ظهرت عليها علامات للعنف أو التحرُّش قبيل وفاتها على يد زوجها أو أقربائه، أو إذا ارتبط ذلك بأي طلب للمهر، يُعتبر هذا الموت» موت بسبب المهور«ويُتهم الزوج أو أقربائه بقتل المرأة.» 

### باكستان
تقول رابطة النساء التقدميّات أن هناك 300 امرأة تُحرق كل عام على يد زوجها أو عائلته، وتختفي تلك الجرائم تحت قناع الحوادث غير المُتعمَّدة، مثل الحرق بسبب الموقِد. وطبقًا للرابطة، يقول الأطباء أن الضحايا يظهرن إصابات غير مُتَّسقة مع حريق الموقد. وطبقًا لمنظمة العفو الدوليّة في تقرير عام 1999، بالرغم من الإبلاغ عن 1600 حالة حرق للعروس، لم يُحاكم سوى 60 متهم، ولم يُدان سوى اثنان فقط.
تقوم بعض النساء الباكستانيّات مثل شاهيناز بخاري بالحملات المطالبة بتشريع القوانين من أجل حماية النساء من تلك الممارسات، ومن أجل توفير مأوى للنساء ومستشفيات متخصصة في إصابات الحروق. تقول منظمة العفو الدوليّة أن الضغوط من الداخل، بالإضافة إلى ضغوط منظمات حقوق الإنسان الدوليّة، ربما تساهم في رفع الوعي داخل الحكومة الباكستانيّة. تُقدِّر البي بي سي النساء المحروقات في 1999 بنحو 300 امرأة باكستانيّة.

## في أمم أخري
في بعض الأوقات، يحدث حرق العروس في مجتمعات الهنود، الباكستانيين، البنغلاديش المستوطنين في  أجزاء أخرى من العالم مثل الولايات المتحدة.

### في الولايات المتحدة
كانت تعمل ألياما ماثيو ممرضة في مستشفى في مدينة كارلتون، تكساس، وقد توفت نتيجة حروق شديدة كان ذلك  في 5 إبريل 1992. وكانت أليما وزوجها قد هاجروا من الهند قبل عقدين وأكملوا حياتهم في الولايات المتحدة وأنجبوا 3 أطفال. وفي الثمانينات عام 1980 عاني الزوجان من مشاكل زوجية تصاعدت إلى شجار بالغ أدي إلى وفاه أليما. وبعد ذلك عَثر عليها أطفالها مغمورة بالبنزين ويعلوها اللهب ثم توفت بعد ذلك بقليل.
وقد أشير إلي  الحادثة في عدة مقالات في دالاس مورن ينغ نيوز ودستور أتلانتا جورنال، في حين أن مراقب دالاس ذكر بالتفاصيل موت أليما في تسع صفحات، وقد واجه المقال انتقادات عديدة حول تصوره للدول الغير غربية بالتخلف والرجعية:«وفي النهاية أصبحت أليما ضحية لثقافتها التي ظلت وافية لها بعد تعرضها للضرب علي يد زوجها».

## مكافحة حرق العروس
هناك العديد من المنظمات الحكومية واللشعبية التي تعمل حالياً على تجريم ومكافحة هذه الممارسة، إلى جانب القوانين الدولية التي تعمل على مكافحة انتهاكات حقوق الإنسان. كما أن هناك العديد من المبادرات المقترحة لإنهاء حرق العروس في جميع أنحاء العالم.

### الجهود الحكومية
في عام 1961، سنت الهند قانوناً لحظر المهر، للحد من جرائم القتل بسبب المهر. وقد تم تعديله في أوائل الثمانينات لـ«تعديل العديد من جوانب القصور والثعرات الكامنة به» لتجريم الفعل جنائياً إذا ما تسبب الزوج أو أقاربه في «حرق المرأة حتى الموت أو أي إيذاء جسدي أو ظروف غير طبيعية خلال سبع سنوات من الزواج أو في حالة ثبُت أنها تعرضت للمضايقة أو العنف بسبب المهر» ومن المؤسف أن هذا القانون بعينه لا يقدم تعريف شامل للمهر، الذي قد يتغير طريقة طلبه وتقديمه. وبالتالي أتاح هذا لمرتكبي جرائم المهر قدراً أكبر من المرونة في محاكم القتل بسبب المهر. كما أن ذكر عبارة خلال سبع سنوات أمر مشكوك به أيضاً، لأنها سمحت ببساطة للأزواج بالانتظار حتى انقضاء هذه الفترة لحرق أو التسبب في وفاة زوجاتهم.
كما سنت قانون هندي آخر عام 1983 «قانون مكافحة المعاملة القاسية»، الذي يجرم العنف تجاه الزوجات ويعاقب الزوج أو أقاربه بالغرامة و/أو السجن إذا ما عاملوا الزوجة بقسوة. بيد أن القانون بنفس القدر من الغموض كسابقه، والذي يؤدي إلى عدم إنفاذ القانون المتعلق بحرق العروس ووفيات المهر.
تنص المادة 1 من الإعلان العالمي لحقوق الإنسان على ما يلي: «يولد جميع البشر أحراراً ومتساوين في الكرامة والحقوق. وهم قد وهبوا العقل والوجدان وعليهم أن يعاملوا بعضهم بعضاً بروح الإخاء.» كما تنص المادة 5 على الآتي: «لا يجوز تعريض أي شخص للتعذيب أو لضروب المعاملة القاسية أو اللاإنسانية أو المهينة.»

### الجهود غير الحكومية في الهند
حيث هنالك معظم حالات حرق العرائس، عادة ما لا يتم تطبيق التشريعات المحلية بشكل كاف. ولهذا السبب، فإن المنظمات الشعبية تبنت سبب وقف حرق العروس. ومن الأمثلة على ذلك مركز الإرشاد الأسري الممولة من قبل الحكومة والتي يتمثل الهدف منها في تقوية الروابط الأسرية والحد من التدخل القانوني. ولكن غالبًا ما تعزز هذه الخلايا فقط الصورة النمطية لـ الألسنة الحادة للمرأة وسلطة الرجال على الضرب، وقد تم تطوير منظمات غير حكومية أخرى شبيهة بالاستشارة من أجل حل مثل هذه القضايا ذات العواقب المشابهة.

### الجهود المحتملة
تحل المبادرات البديلة حول إصلاح القوانين المعيبة والفاشلة. يدعو أحد المقترحات إلى توسيع نطاق حماية المرأة بموجب القانون الدولي للاجئين من أجل توفير اللجوء لضحايا التمييز على أساس الجنس أو الجنس. وإحدى الطرق التي يمكن بها تحقيق ذلك هي إدراج النساء في تعريف مجموعة اجتماعية مضطهدة، والتي تسمح لجنسهم بالتماس اللجوء الدولي خوفًا من الاضطهاد المرتبط بالمهر على مستوى العالم. في أبريل 1984، قدم البرلمان الأوروبي اقتراحًا من شأنه حماية المرأة من الاضطهاد على أساس الجنس من خلال إصلاح قوانين اللاجئين الدولية. ومع ذلك، تم رفض الاقتراح.
الحل الآخر هو زيادة الاهتمام الاقتصادي للمرأة من خلال إنشاء حقوق الملكية الخاصة بها. حتى عند الزواج، لا تملك العروس أي حقوق على الممتلكات المملوكة للزوج أثناء إقامته. في إعطاء المرأة الحق في التملك، لن تحتاج المرأة إلى الزواج لأغراض اقتصادية أو قانونية، وبالتالي تتجاهل ممارسة المهر.